# The J.B.'s
The J.B.'s (conocidos también como The JB's o The J.B.s) fue el nombre de la banda del cantante estadounidense de funk y soul James Brown desde los años setenta hasta principios de los ochenta. A lo largo de su carrera, la banda se renombró varias veces: James Brown Soul Train, Maceo & The Macks, A.A.B.B., The First Family y The Last Word.
Además de actuar con Brown, The J.B.'s colaboraron con Bobby Byrd, Lyn Collins y otros cantantes relacionados con el James Brown Revue. También han trabajado en solitario.
En 2015, la banda fue nominada para entrar en el Salón de la Fama del Rock and Roll.

## Historia
Aunque asociados a los tres miembros principales del grupo de James Brown: los saxofonistas Maceo Parker y Pee Wee Ellis; y el trombonista Fred Wesley; los cuales solían actuar bajo el nombre de The JB Horns; The J.B.'s fue en realidad una banda con entidad propia que tuvo su origen como grupo de acompañamiento de Brown, pero que adquirió dicha entidad acompañando a otros artistas y editando una serie de álbumes bajo su nombre.
La confusión se debe, en gran parte, a que el grupo utilizaba nombres diferentes en sus apariciones sobre el escenario y en sus grabaciones. No obstante, el proyecto era estable.
En 1970 tuvo lugar la primera formación oficial de la banda, dirigida por Wesley hasta 1975. Todos los músicos relacionados con Brown, excepto el vocalista/organista Bobby Byrd, habían abandonado a este a causa de la severidad del mundialmente conocido como el Rey del Soul.
Por su parte, Brown reclutó a una banda de R&B de Cincinnati llamada The Peacemakers, que se encontraba trabajando con Hank Ballard. Al frente de esa banda se encontraban los hermanos Bootsy y Phelps Collins, al bajo y a la guitarra respectivamente. Ambos jugarían un papel fundamental en el endurecimiento y refinación del concepto del funk de Brown centrado en el groove característico de épocas posteriores.
Progresivamente, algunos de los antiguos miembros de la banda de Brown fueron regresando, pero la marcha de los hermanos Collins, pocos meses después de su contratación, dejaron a la banda únicamente con el trombonista Fred Wesley , el guitarrista Hearlon "Cheese" Martin, el baterista John "Jabo" Starks y el saxofonista St. Clair Pinckney. La banda se completaría rápidamente con la llegada del bajista Fred Thomas, el saxofonista Jimmy Parker y los trompetistas "Jasaan" Sanford, 
Russell Crimes e Isiah "Ike" Oakley. En 1971, Brown comienza a publicar discos con esa formación, a la que se unen, un año más tarde, el guitarrista Jimmy Nolen (que ya había tomado a mediados de los sesenta un papel clave en la transición del soul al Funk) y el conguero Johnny Griggs.
Hasta el año 1973, Wesley era el único instrumentista solista de la banda, pero ese año, Brown convenció al saxofonista alto Maceo Parker para que regresara al grupo. Aún con Wesley como director musical, The J.B.'s comienzan a utilizar nombres alternativos como Maceo & The Macks para grabaciones independientes, lo que demuestra la relevancia que el saxofonista estaba adquiriendo dentro de la banda. The J.B.'s ya habían editado algunos discos comerciales bajo su nombre, pero con el declive de James Brown, comienzan a realizar grabaciones bajo el nombre de The First Family.
En 1975, Wesley abandona la banda por desacuerdos con Brown, marchándose a Parliament de George Clinton y poco más tarde Maceo haría lo mismo, seguido del resto de los miembros, excepto Nolen y Crimes, lo que significa el fin del grupo. 
Brown termina en la práctica su relación con Polydor, pero continúa actuando con distintas formaciones bajo el nombre de J.B.'s, sin relación alguna con la formación original.
Desde su disolución, The J.B.'s han continuado reuniéndose esporádicamente. En 1988 realizaron su gira europea para acompañar a Bobby Byrd y grabar un disco juntos el año siguiente. En la década de los noventa el grupo se volvió a reunir bajo el nombre de JB Horns. En 2002 se publica el álbum Bring the Funk On Down, que reúne a la mayoría de los miembros originales de la banda, incluyendo a Bootsy Collins, Bobby Byrd y Jabo Starks.

## Miembros
- Batería: John "Jabo" Starks
- Bajo: Bootsy Collins, Fred Thomas
- Guitarra: Phelps "Catfish" Collins, Hearlon "Cheese" Martin, Jimmy Nolen
- Teclados / Órgano: Bobby Byrd
- Trombón: Fred Wesley,
- Saxos: St. Clair Pinckney, Jimmy Parker, Maceo Parker
- Trompeta: "Jasaan" Sanford, Russell Crimes, Isiah "Ike" Oakley
- Percusión: Johnny Griggs

## Discografía

### Álbumes
- These Are The JB's (1970 - publicado en 2014)
- Food For Thought (1972)
- Doing It to Death (1973)
- Damn Right I Am Somebody (1974) - (como "Fred Wesley & the J.B.'s")
- Breakin' Bread (1974) - (como "Fred & the New J.B.'s")
- Hustle with Speed (1975)
- Jam II Disco Fever (1978)
- Groove Machine (1979)
- Bring the Funk On Down (1999)
- The Lost Album (2011) - (acreditado a "The J.B.'s with Fred Wesley")

#### como The JB Horns
- Pee Wee, Fred and Maceo (1989)
- Funky Good Time / Live (1993)
- I Like It Like That (1994)

### Sencillos
- 1970
  - "The Grunt, Pt 1" / "Pt 2"
  - "These Are the J.B.'s, Pt 1" / "Pt 2"
- 1971
  - "My Brother, Pt 1" / "Pt 2"
  - "Gimme Some More" / "The Rabbit Got The Gun"
- 1972
  - "Pass the Peas" / "Hot Pants Road"
  - "Givin' Up Food For Funk, Pt 1" / "Pt 2"
  - "Back Stabbers" / "J.B. Shout"
- 1973
  - "Watermelon Man" / "Alone Again, Naturally"
  - "Sportin' Life" / "Dirty Harri"
  - "Doing It to Death" / "Everybody Got Soul"
  - "You Can Have Watergate" / "If You Don't Get It The First Time..."
  - "Same Beat, Pt 1" / "Pt 2"
- 1974
  - "Damn Right I Am Somebody, Pt 1" / "Pt 2"
  - "Rockin' Funky Watergate, Pt 1" / "Pt 2"
  - "Little Boy Black" / "Ronkin' Funky Watergate"
  - "Breakin' Bread" / "Funky Music is My Style"
- 1975
  - "Makin' Love" / "Rice 'n' Ribs"
  - "(It's Not the Express) It's the J.B.'s Monaurail, Pt 1" / "Pt 2"
  - "Thank You for Lettin' Me Be Myself and You Be Yours Pt 1" / "Pt 2"
  - "C.O.L.D." (A.A.B.B.)
- 1976
  - "All Aboard The Soul Funky Train" / "Thank You for Lettin' Pt 1"
  - "Everybody Wanna Get Funky One More Time, Pt 1" / "Pt 2"
- 1977
  - "Music For The People" / "Crossover" - (como the J.B.'s International)
  - "Nature, Pt 1" / "Pt 2" - (como the J.B.'s International)
- 1978
  - "Disco Fever, Pt 1" / "Pt 2" - (como the J.B.'s International)

### Recopilatorios en CD
- Funky Good Time: The Anthology (2 CD) (1995)
- Food for Funk (1997)
- Pass the Peas: The Best of the J.B.'s (2000)